# Giovanni Pinarello
Giovanni Pinarello (* 10. Juli 1922 in Catena di Villorba; † 4. September 2014 in Treviso) war ein italienischer Radrennfahrer und der Begründer der Fahrradmarke Pinarello.

## Leben und Familie
Giovanni Pinarello stammt aus einer armen Bauernfamilie. Er wurde 1922 in Villorba in der Provinz Treviso als achter von zwölf Söhnen geboren. Ende der 1930er Jahre ging einer seiner Brüder nach Spanien, um im dortigen Bürgerkrieg zu kämpfen. Er kehrte mit ein bisschen Geld nach Italien zurück und kaufte seinem Bruder Giovanni dessen erstes Rennrad. Pinarello wurde Radrennfahrer, um dem „Hunger zu entkommen“. Diese Erfahrung von Hunger und bitterer Armut prägte ihn fürs Leben.
Pinarello hatte einen Sohn, Andrea, der am 3. August 2011 im Alter von 40 Jahren an einem Herzanfall am Rande eines Radrennens starb.

## Radsport-Laufbahn
Mit 17 Jahren begann Pinarello als Amateur mit dem Radsport und hatte bis 1946 rund 60 Siege errungen. Dann wurde er Profi. 1947 wurde er Zweiter bei Mailand–Turin, 1948 belegte er in der Gesamtwertung des Giro della Dolomiti Platz zwei. 1950 wurde er Dritter der Trofeo Matteotti und 1951 Zweiter von Mailand–Modena.
Ebenfalls 1951 wurde Pinarello bekannt als Träger des Schwarzen Trikots beim Giro d’Italia. Zusammen mit dem Sieger Fiorenzo Magni durfte er auf der Vigorelli-Bahn eine Ehrenrunde fahren. Im Jahr darauf drängte ihn sein Team, gegen Zahlung einer Entschädigung seinen Startplatz beim Giro d’Italia an einen Nachwuchsfahrer abzutreten. Er nahm das Geld und beschloss, seine Radsport-Karriere zu beenden und eröffnete in Treviso seine erste Werkstatt.

## Karriere als Unternehmer
Im Alter von 15 Jahren begann Pinarello mit dem Bau von Fahrrädern bei der Firma Paglianti und folgte damit einer Familientradition. Schon sein Cousin Alessandro hatte seit 1922 Fahrräder in einer kleinen Firma produziert und dafür 1925 auf der Mailänder Fahrradausstellung eine Auszeichnung bekommen. Er gründete sein eigenes Unternehmen, das Weltruf hat. 1952 erhielt Giovanni Pinarello den Auftrag, ein Rad für den Tour-de-Suisse-Sieger Pasquale Fornara zu bauen. Pedro Delgado und Miguel Indurain errangen Erfolge auf Pinarello-Rädern.